# Abarca de Campos
Abarca de Campos település Spanyolországban, Palencia tartományban. Abarca de Campos Fuentes de Nava, Castromocho és Villarramiel községekkel határos. Lakosainak száma 38 fő (2024).

## Népesség
A település népessége az elmúlt években az alábbi módon változott:
| Lakosok száma | 49   | 47   | 42   | 41   | 39   | 42   | 43   | 44   | 43   | 38   |
|               | 2001 | 2004 | 2007 | 2009 | 2012 | 2014 | 2017 | 2019 | 2022 | 2024 |